# Chilbosan (Hamgyong du Nord)
Pour les articles homonymes, voir Chilbosan.

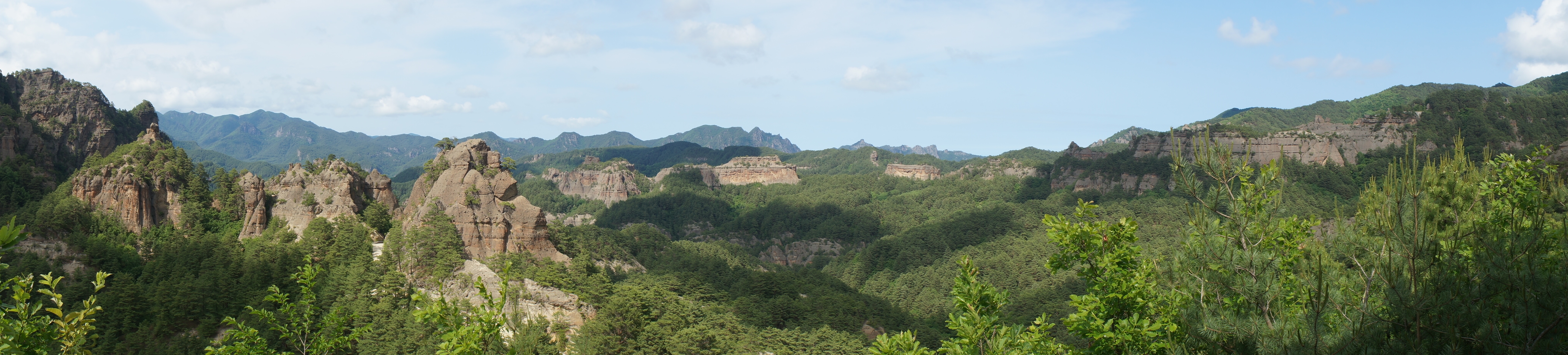
Vue des monts Chilbo.

Les monts Chilbo (en coréen : 칠보산), Chilbosan, « les sept trésors ») sont un massif montagneux de la province du Hamgyong du Nord en Corée du Nord. Il est situé au-dessus de la mer du Japon. Ce massif s'étendant sur 2 500 km2 est habituellement divisé en trois groupes, le Chilbo intérieur, le Chilbo extérieur et le Chilbo maritime. Réputé pour sa beauté, il est surnommé « monts Kumgang du Hamgyong ». Il fait partie des régions où le tourisme est développé en priorité.
Couverts de forêts, l'attrait des monts Chilbo réside dans ses ravins profonds, ses falaises dominant la mer, ses cascades, ses étangs ainsi que des rochers aux formes bizarres : le Pubu (un couple s'embrassant), le Kwangdae (un paysan dansant), le Hogu (la gueule d'un tigre).

## Kaesimsa
Près de Myongchon, Kaesimsa est un temple bouddhiste fondé en 826 et classé en tant que trésor national.